# Borki Predojević
Borki Predojević (Teslić, 6 aprile 1987) è uno scacchista bosniaco.
Ottenne la terza norma di Grande maestro nel 2004, dopo aver realizzato 8/11 con la nazionale bosniaca alle Olimpiadi di Calvià. Il titolo è stato ufficializzato nel febbraio del 2005.
Ha partecipato con la Bosnia ed Erzegovina a cinque olimpiadi dal 2004 al 2014, con il risultato complessivo di +21 =31 –5 (64 %).
Altri risultati:
- 1999 :  vince il campionato europeo giovanile U12;
- 2001 :  vince il campionato europeo giovanile U14;
- 2003 :  vince il campionato del mondo U16 di Kallithea in Grecia;
- 2007 :  secondo nel campionato bosniaco di Sarajevo, dietro a Predrag Nikolić;
- 2009 :  vince il 24º torneo Acropolis di Atene;
- 2011 :  terzo nel Bosna Tournament di Sarajevo, dietro a Baadur Jobava e Hrant Melk'owmyan;[2]
- 2012 :  vince l'open di Zara;
- 2013 :  gioca un match rapid con Magnus Carlsen a Lillehammer, perdendo di misura (–1 =3).

Ha raggiunto il rating FIDE più alto in settembre 2009, con 2654 punti Elo.